# Istrien

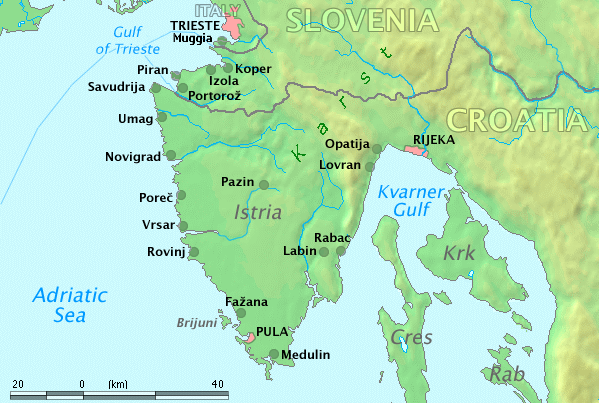
Karta över Istrien på engelska.

Istrien (kroatiska och slovenska: Istra, italienska: Istria) är en halvö som sträcker sig ut från nordvästra Balkan i Adriatiska havet. Halvön gränsar mot Venedigbukten och Triestebukten i nordväst och Kvarnerviken i sydost.
Nästan hela Istrien tillhör Kroatien och ingår i Istriens län. En mindre del utgör Sloveniens kustremsa och två kommuner ligger i Italien. I Kroatien är Istrien ett landskap. En del av landskapet utgör i Kroatien Istriens län. Den största staden i den större kroatiska delen är Pula (it: Pola). Bland de mindre finns Rovinj (Rovigno), Poreč (Parenzo), Pazin (Pisino), Labin, Rabac och Umag (Umago). I den mindre delen som tillhör Slovenien kan nämnas Piran (Pirano), Koper (Capodistria) och Portorož (Portorose). I kroatiska Istrien finns världens minsta stad, Hum, med bara 17 invånare.
Istrien är en av Kroatiens viktigaste turistdestinationer, framför allt under sommaren. Huvudspråken i Istrien är kroatiska och slovenska men även italienska är officiellt språk i en del kommuner.

## Historia
Istrien (Histria) erövrades av romarna 177 f.Kr. och blev en provins inom Romarriket. Slaver började bosätta sig i området under 500-talet tillsammans med venetianer. Karl den store förenade 789 Istrien med frankiska riket och sedan andra hälften av 900-talet tillhörde den olika hertigdömen. 
Den istriska kusten tillsammans med Dalmatien tillhörde därefter republiken Venedig i över 600 år (från 1100-talet till 1797) vilket tydligt syns på arkitektur, namn och monument i de flesta kuststäder. Halvöns inland kom tidigt under habsburgarnas inflytande och i samband med republiken Venedigs upplösning 1797 kunde österrikarna, som sedan tidigare kontrollerade inlandet liksom övriga Kroatien, befästa sin makt även i de istriska kuststäderna. Istrien förblev därefter en del av Österrike-Ungern, där också Kroatiens och senare Bosniens territorium ingick, fram till 1918. Under en kortare period, mellan 1805 och 1813, ingick dock Istrien i Napoleon I:s nyskapade illyriska provinser under Franska kejsardömet.
Venetianer eller språkligen italianiserade slovener och kroater med venetiansk italienska som modersmål, samt talare av det östromanska språket istriotiska, bodde traditionellt längs Istriens västkust och i städerna. De italienskspråkiga utgjorde en utbildad och välbärgad borgarklass, medan det agrara inlandet var övervägande slaviskspråkigt (slovenskt och kroatiskt). Italiensk eller italianiserad kultur var dominerande i städerna, trots att den ofta blev förtryckt under den habsburgska tiden.
Under den habsburgska tiden (1814-1918) ingick Istrien tillsammans med Karstplatån, Gorizia (slo: Gorica) och Friuli i det så kallade österrikiska kustlandet "Küstenland". Hamnstaden och flottbasen Trieste var huvudstad.
Genom att Kungariket Italien stod på ententens sida under första världskriget och besegrade Österrike-Ungern lyckades Kungariket Italien annektera Istrien vars västkust vid den tiden fortfarande hade en majoritet av italiensktalande. Från 1918 fram till 1945 var Istrien (samt Rijeka (it: Fiume) och Zadar (it: Zara)) en del av Italien.
Under fasciststyret utsattes den slavisktalande befolkningen för italienisering. Många tvingades till att byta sina namn till italienska och användning av de slaviska språken (slovenska och kroatiska) förbjöds i utbildning, media och i vardagssituationer. Till och med kyrkogårdar skändades och namn på gravstenar byttes till italienska för att sopa bort spåren av slaviskspråkiga.
Många slavisktalande hamnade i särskilda arbetsläger efter att ha deltagit i motståndsrörelsen mot fascismen. Många avrättades.
1943 föll fascistregeringen i Italien och Istrien ockuperades först av Nazityskland och därefter av Titos trupper. Tito blev i mångas ögon en frihetshjälte för de slaviskspråkiga som varit förtryckta under Mussolini och för partisanerna (även för de italienskspråkiga som kämpade för att frigöra Italien från fascismen). Trots att Kungariket Italiens regering hade kapitulerat och att därmed kriget var avslutat, utförde Titos trupper brutala repressalier mot civila italienare. Exakt vad som hände är inte klart. En grym metod var infoibamento där civilpersoner tvingades från sina hem (även kvinnor och barn) kastades avrättade eller levande i foiber, djupa naturliga gropar som finns i karstterrängen i Istrien. Efter Jugoslaviens annektering av Istrien hamnade de flesta sådana massgravar på jugoslaviskt territorium (nuvarande Kroatien) och det var så länge Jugoslavien existerade omöjligt att beräkna antalet mördade. Enligt den italienske forskaren Raoul Pupo kan antalet ligga mellan 4 000 och 5 000. Lika många kan ha dödats med andra metoder (dränkts i havet) eller transporteras till jugoslaviska arbetsläger. Bland offren för infoibamento kan också räknas slovener och tysktalande som var emot Titos kommunistiska politik.
Efter Sloveniens frigörelse från Jugoslavien, tillsattes 1995 en gemensam slovensk-italiensk historisk kommission för att utreda brotten begångna av Titos trupper. BBC avslöjade i dokumentären Fascist Legacy att de allierade vid krigsslutet 1945 såg mellan fingrarna på brott som hade begåtts av Mussolinis fascister mot den civila slaviskspråkiga befolkningen i Istrien, trots att omfattande bevis fanns och kunde knytas till ansvariga personer. Britterna och amerikanerna var mer måna om att stå på god fot med Badoglios regering som sågs vara en garant för att inte även Italien skulle bli kommunistiskt, än att kräva att de ansvariga straffades.
De flesta italienare flydde från Istrien 1947 för att undvika ytterligare repressalier och bosatte sig i olika delar av norra Italien samt Rom, men en del flyttade även till Kanada och Australien. I de tidigare områden och städer där italienskspråkiga hade levt i århundraden, flyttade efter 1947 många etniska grupper från Jugoslavien in. Talare av serbokroatiska blev därefter för första gången i historien majoritetsbefolkning i Istrien. Idag finns en liten italienskspråkig minoritet i Istrien samt i Rijeka (Fiume), men italienska är nästan helt försvunnet i Dalmatien.
1947 inrättades det Fria territoriet Trieste som stat under de allierades styre i den nordliga delen (zon A, själva Trieste med omnejd och två kommuner i Istrien) och jugoslaviskt styre i den sydliga (zon B, nordvästliga Istrien). Efter upplösningen av Fria territoriet Trieste 1977 tillföll zon A definitivt republiken Italien och zon B Jugoslavien. Slovenerna är den språkgrupp som splittrades mest av de nya gränsdragningarna under 1900-talet. Slovenerna utgjorde traditionellt majoritetsbefolkningen i zon A (ca. 90%), undantaget i Triestes stadskärna, och blev nu minoritetsbefolkning i Italien, liksom minoritetsbefolkning i det jugoslaviska Istrien, i zon B, när de italienskspråkiga lämnade städerna och ersattes av huvudsakligen talare av serbokroatiska.
Till följd av Titos ockupationen tillföll redan 1947 resten av Istrien Jugoslavien, med den största delen inom delrepubliken Kroatien och en mindre del inom delrepubliken Slovenien. Endast två kommuner blev kvar i Italien.
Efter Jugoslaviens sammanbrott 1991 bibehölls gränsen mellan Kroatien och Slovenien, men nu som statsgräns. Gränsen mot Italien ändrades inte.
Till följd av nationalisering av italienska egendomar har Jugoslavien varit skyldigt Italien 110 miljoner dollar. Vid tidpunkten för Jugoslaviens upplösning var endast 18 miljoner i skadestånd utbetalt till italienska medborgare som förlorade sina egendomar i Istrien, Rijeka och Zadar. Slovenien och Kroatien som före detta jugoslaviska delrepubliker tog på sig det delade ansvaret att betala resterande summa. Slovenien slutförde betalandet av sin andel i januari 2002. I dagsläget har Kroatien och Italien inte nått förlikning.
Sedan 2004 firas den 10 februari i Italien en minnesdag (Giorno del ricordo) för istrierna som blev offer för repressalier från Titos trupper och de som valde att lämna sitt land och hem för gott, som en följd av Mussolinis politik under mellankrigstiden och skräck för Titos trupper. Kritiska röster har dock höjts både i Italien och från utlandet mot firandet av denna dag, då perspektivet är obalanserat och de italienska krigsbrotten under mellankrigstiden förringats.

## Klimat
I Istrien råder det medelhavsklimat, med torra varma somrar och milda regniga vintrar. Snö förekommer mycket sällan under vintern. Temperaturen på hösten och vintern ligger mellan 5 och 12 plusgrader medan den på våren och sommaren ligger mellan 20 och 30 plusgrader, ofta med högre temperaturer under sommaren. Istrien är starkt påverkat av inlands- och havsvindar, de senare påverkade av havsströmmarna till den norra delen av Adriatiska havet.
Boravinden, som är en mycket kraftig fallvind typisk för hela norra Adriatiska kusten från Trieste till Dalmatien, förekommer även i Istrien. Vinden kommer från inlandet (nord-ost) och kan nå hastigheter av 35–40 m/s.

## Sport
- NK Istra 1961

## Politik
Istriska demokratiska församlingen (IDS-DDI) arbetar för ett självstyre av Istrien inom Kroatien.

## Galleri

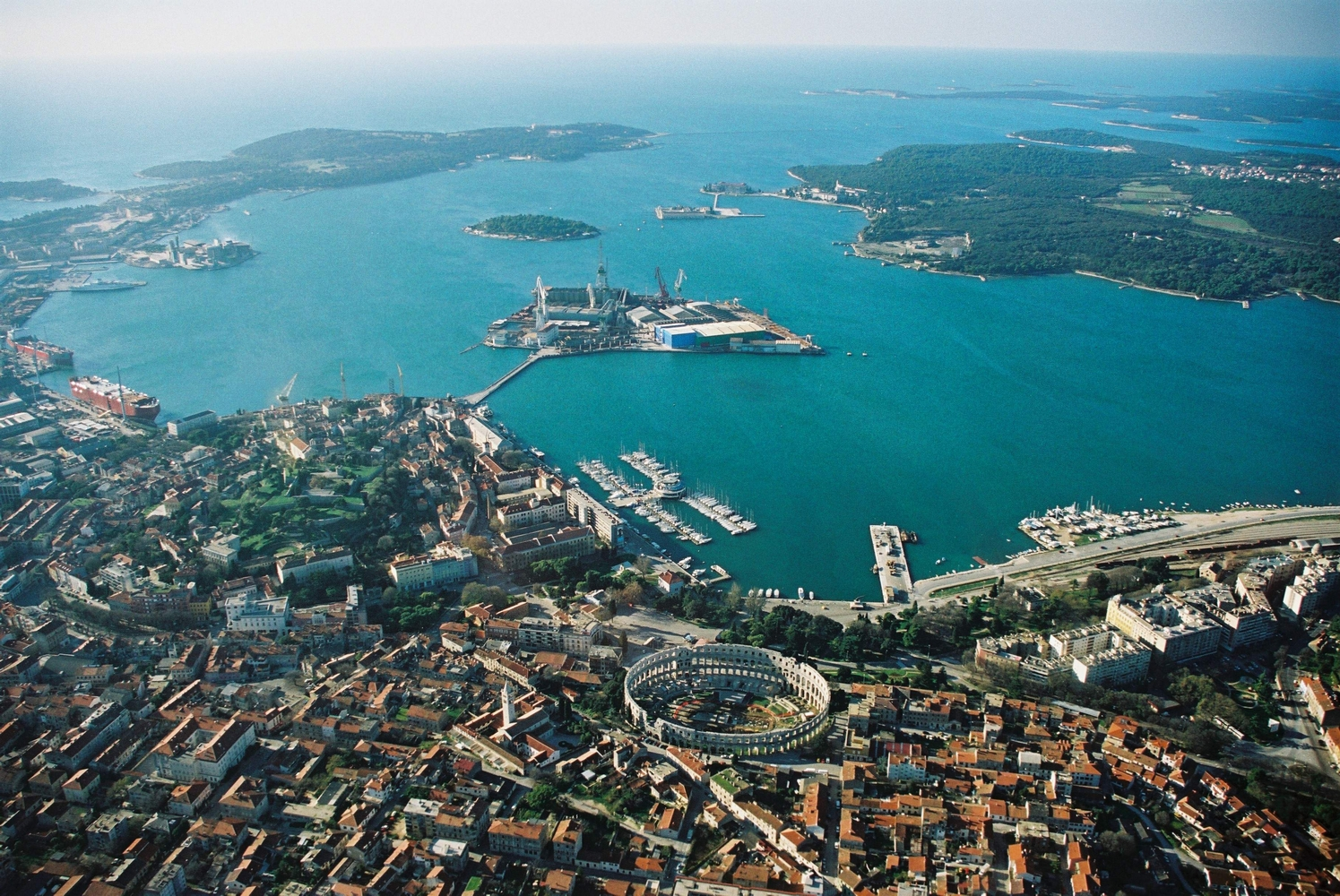
Flygfoto över Pula (Kroatien)
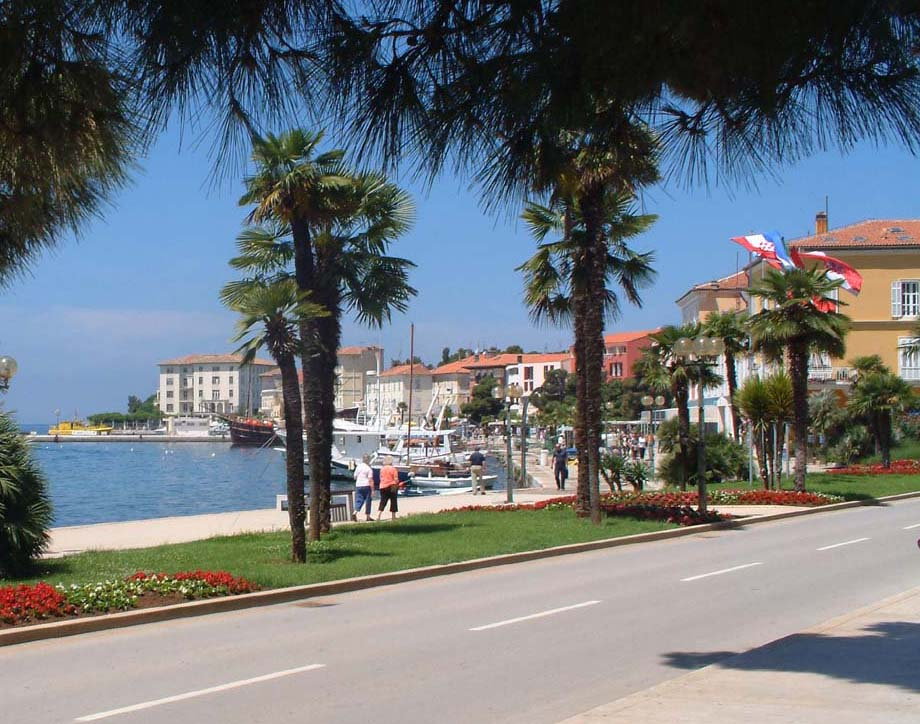
Promenadstråket Riva i Poreč (Kroatien)
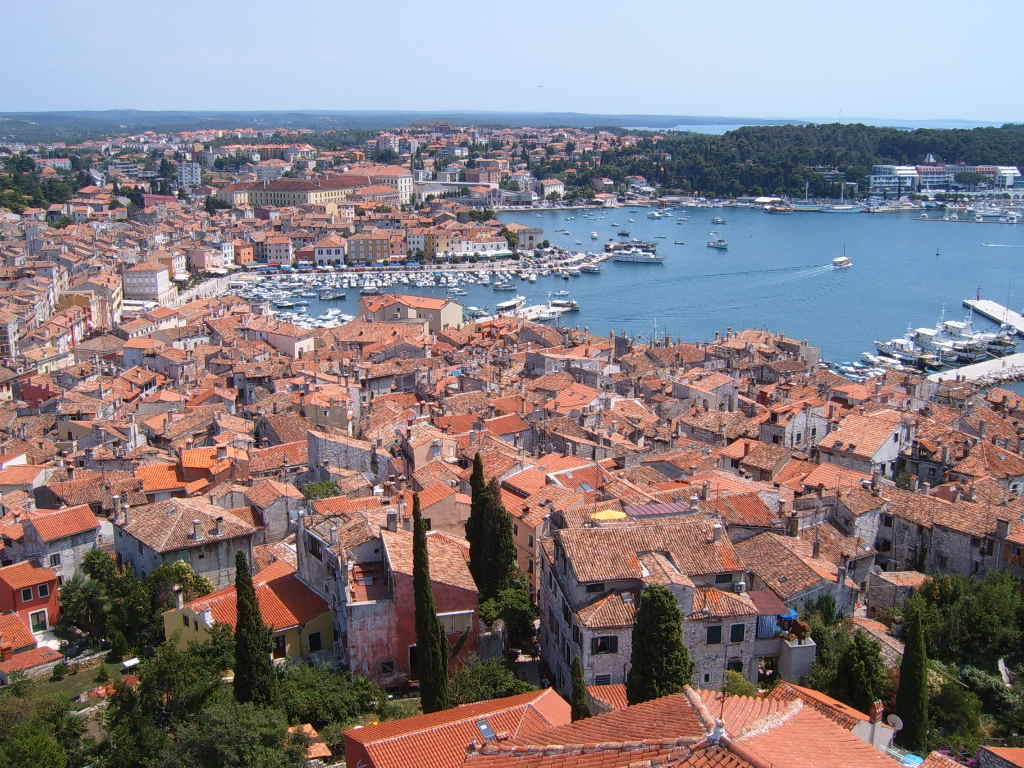
Rovinj sett från kampanilen vid kyrkan sankta Eufemija (Kroatien)
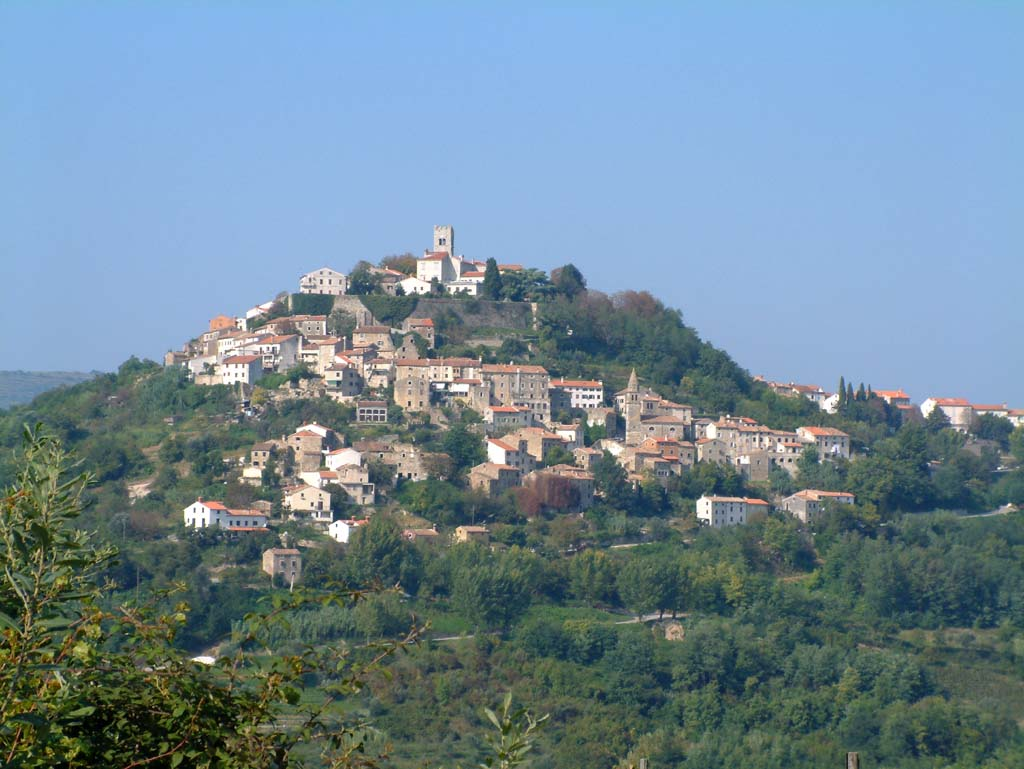
Motovun (Kroatien)
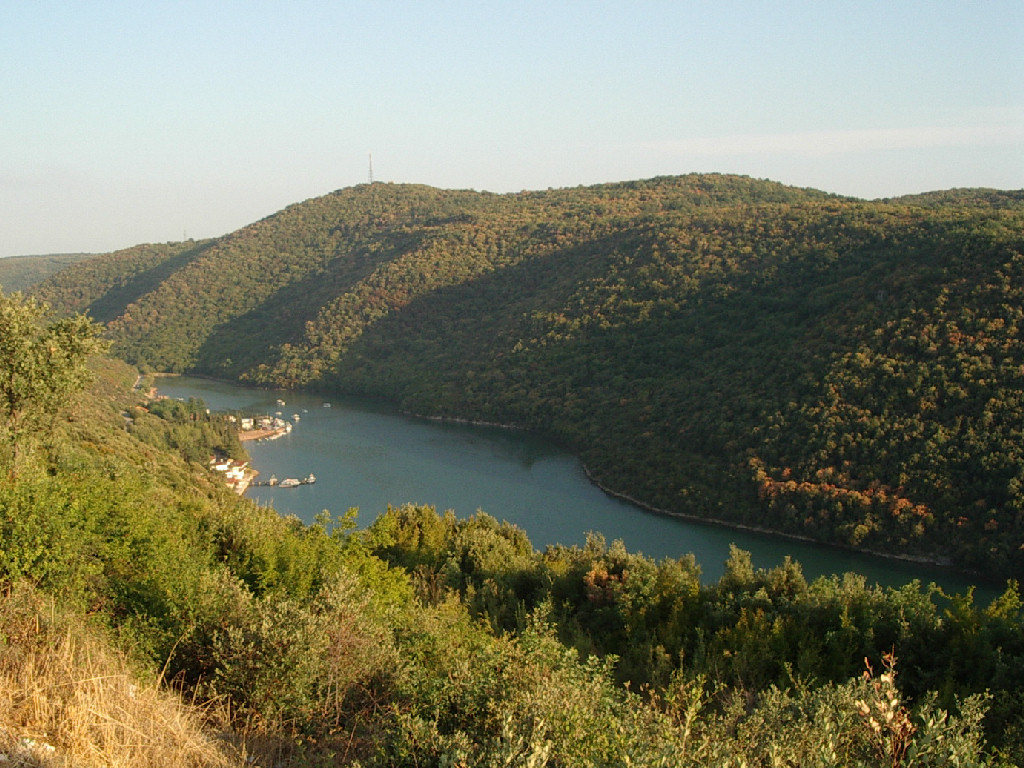
Lim-kanalen (Kroatien)
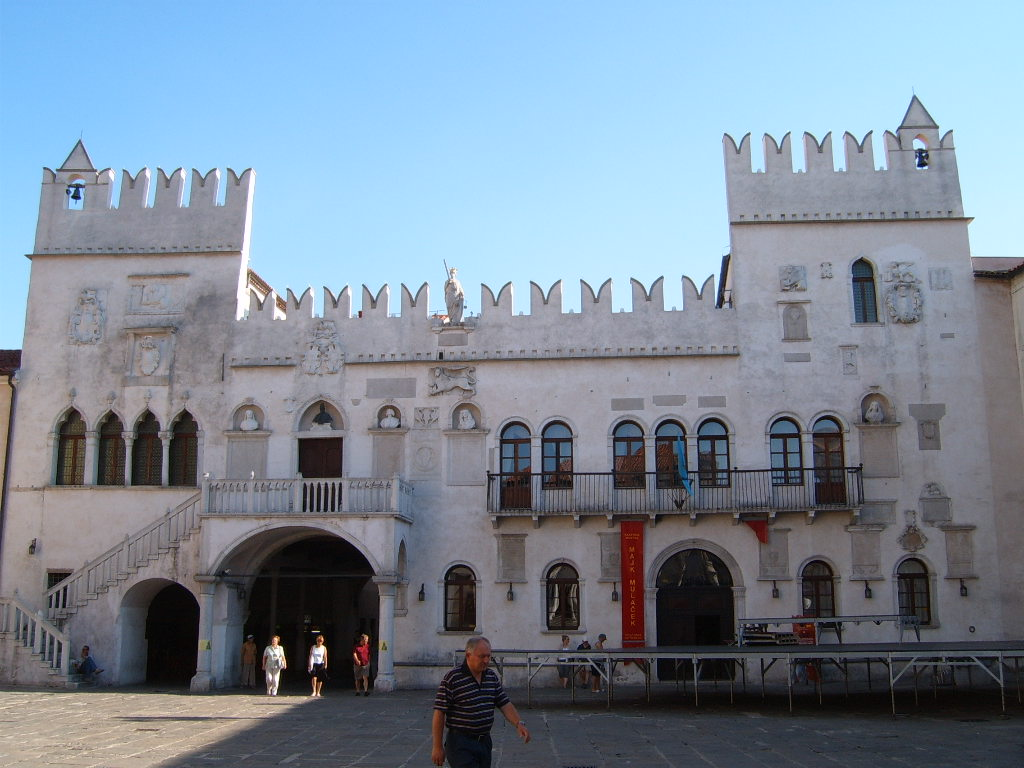
Koper (Slovenien)
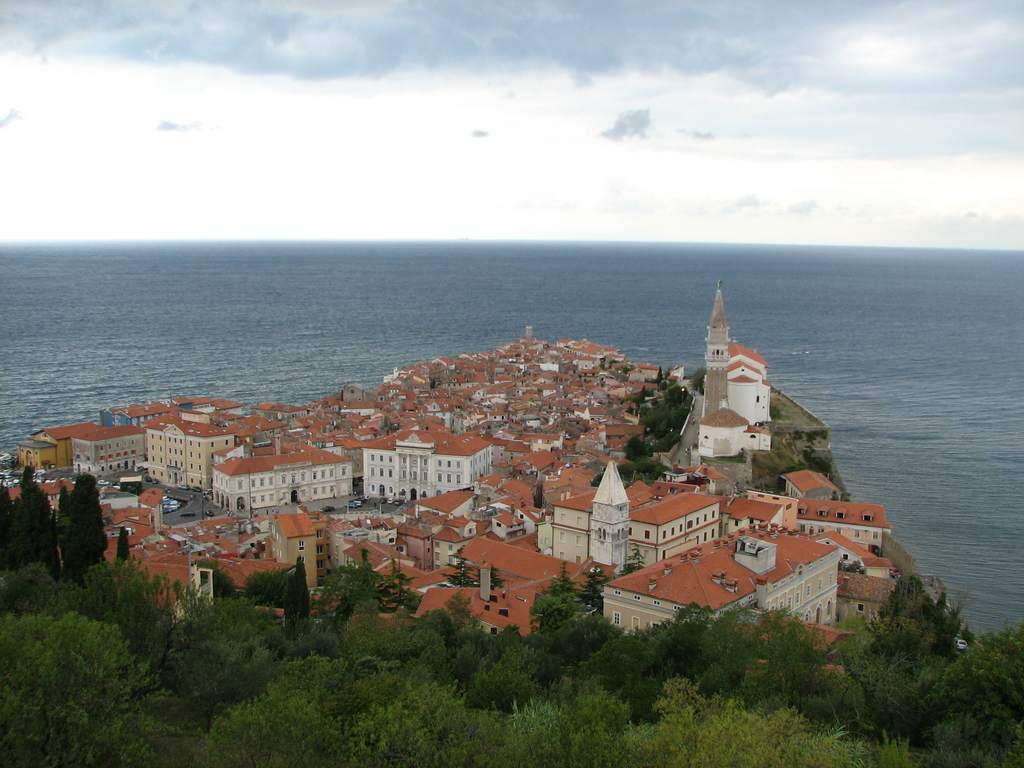
Pirans gamla stadsdel (Slovenien)
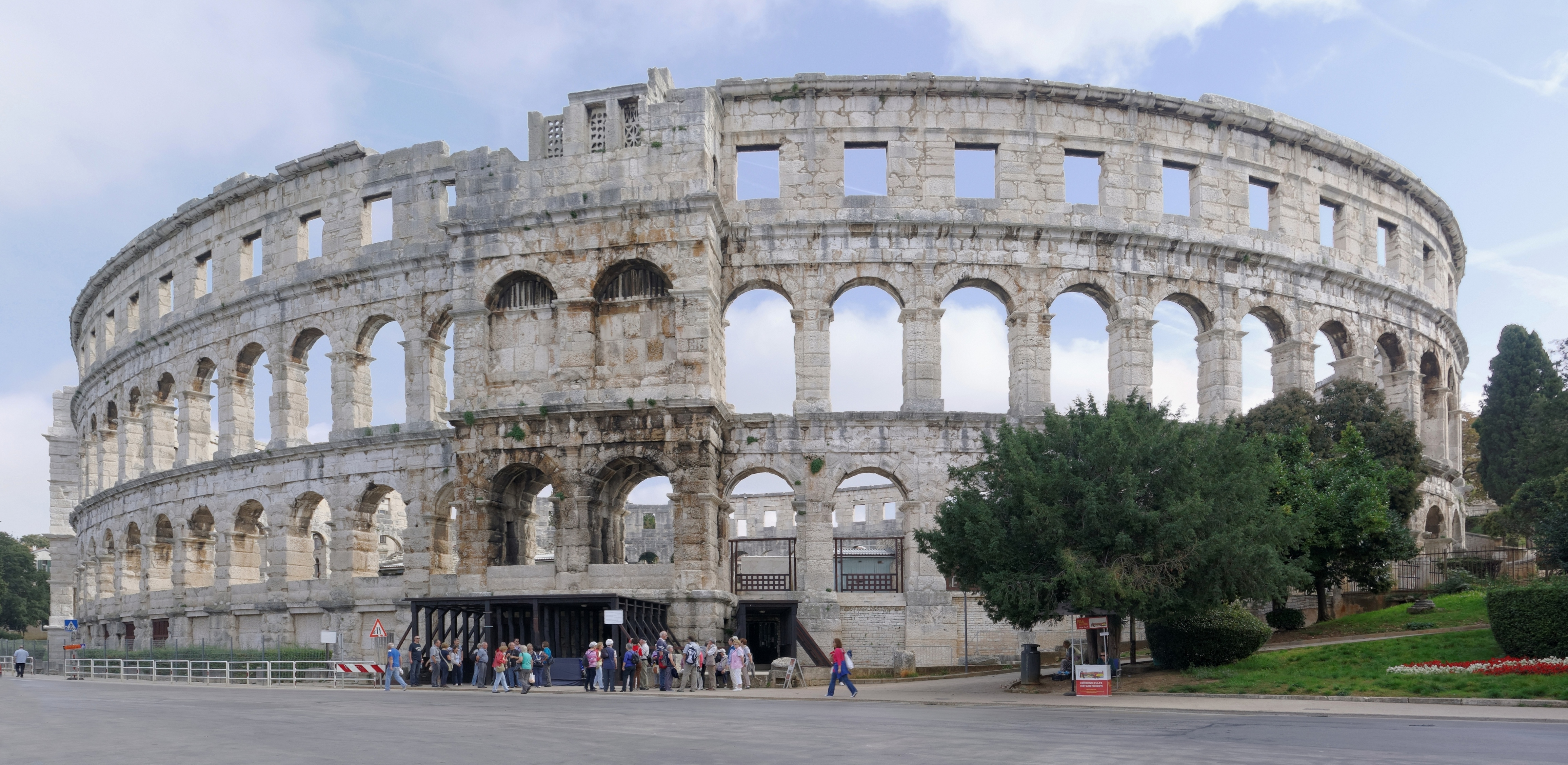
Amfiteatern i Pula
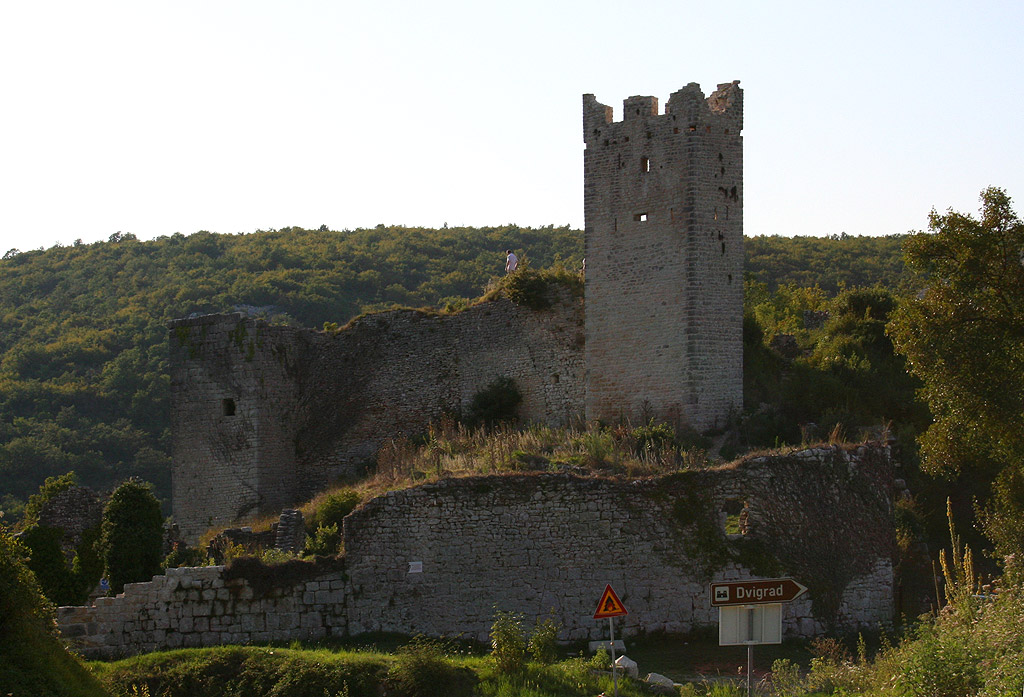
Dvigrad (Kroatien)
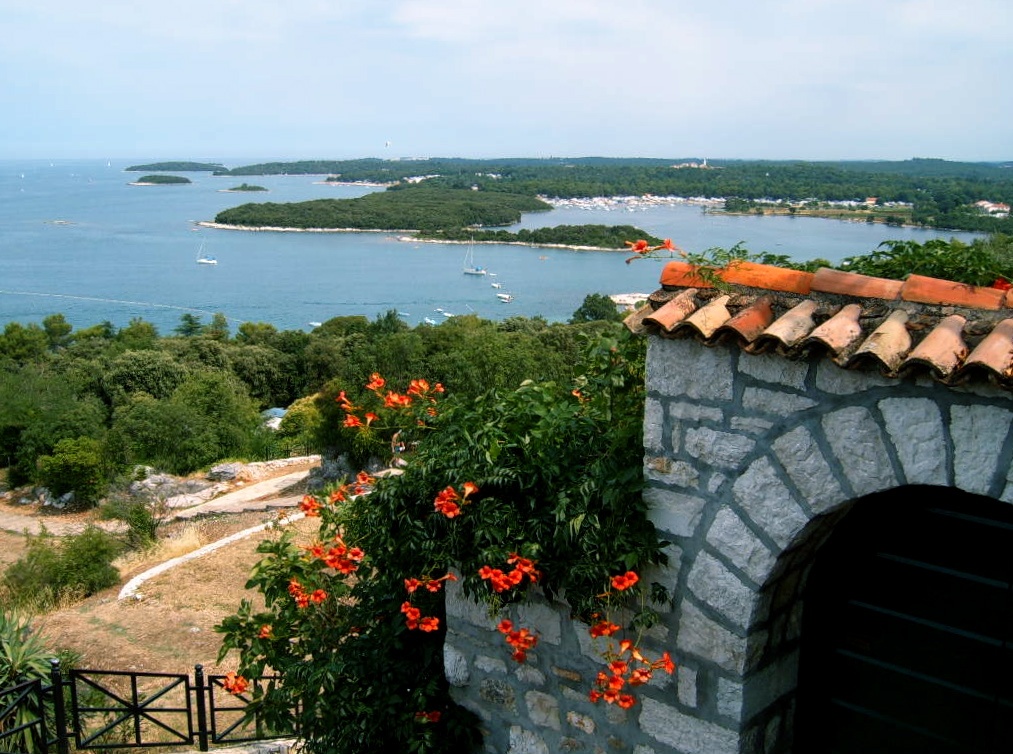
Vrsar (Kroatien)
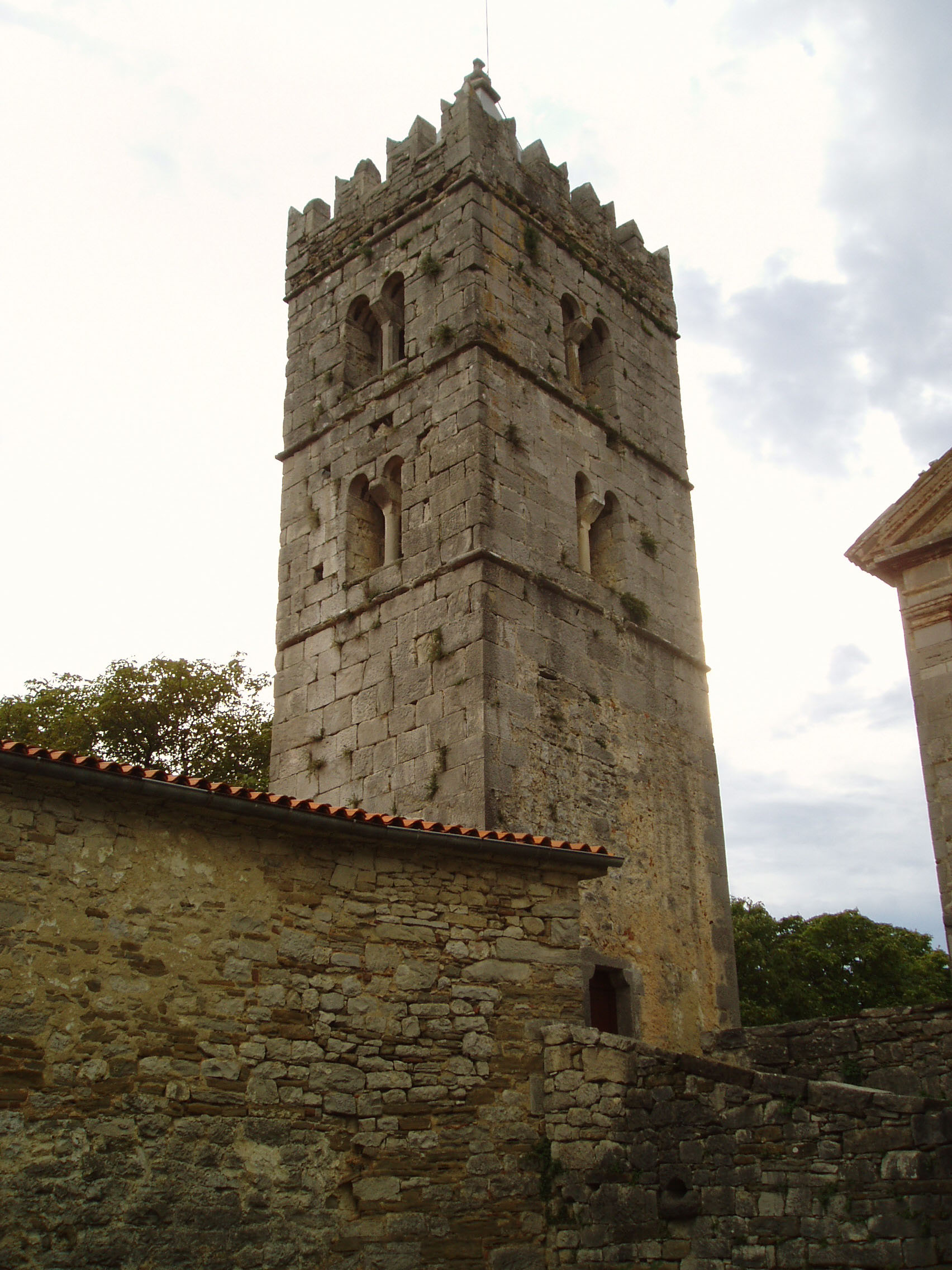
Hum (Kroatien)
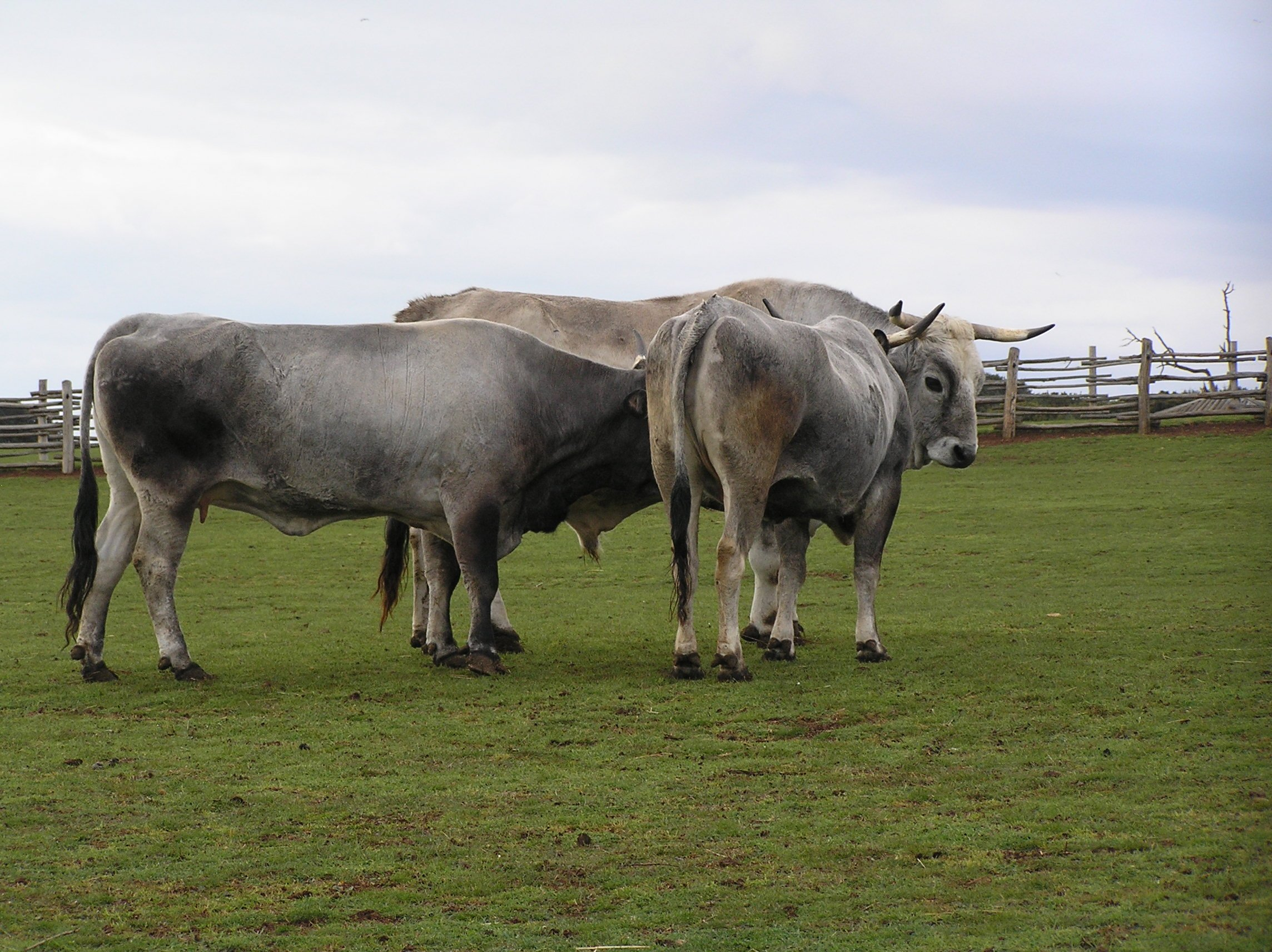
Boškarin